# Рогов, Александр Иванович
Алекса́ндр Ива́нович Ро́гов (30 марта 1935 — 9 июля 1996, Москва) — советский и российский историк-славист, кандидат исторических наук, лауреат Государственной премии СССР, главный редактор журнала «Славяноведение».

## Биография
Сын генерал-полковника И. В. Рогова (1899—1949). В 1957 году окончил исторический факультет МГУ им. М. В. Ломоносова. Там же обучался в аспирантуре в 1960—1963 годах под руководством акад. М. Н. Тихомирова. В 1964 году защитил диссертацию «Хроника Стрыйковского как исторический источник по истории России, Украины, Белоруссии и Литвы» на соискание учёной степени кандидата исторических наук.
В 1957—1960 годах входил в состав Археографической комиссии. С 1960 по 1996 год работал в Институте славяноведения (младший, старший, ведущий научный сотрудник). Как соавтор книжной серии «Очерки русской культуры» в 1982 году получил Государственную премию СССР в области науки и техники. В 1993—1996 годах был главным редактором журнала «Славяноведение». Преподавал в Московском университете, Духовной академии, проводил экскурсии по русским церквям.
Научными интересами А. И. Рогова была история славянских культур в периоды Средневековья и Возрождения, межславянские культурные отношения, славянское источниковедение и историография, история средневековой России.
Похоронен на Новодевичьем кладбище в Москве (участок 4).

## Основные работы

### Монографии
- Рогов А. И. Русско-польские культурные связи в эпоху Возрождения (Стрыйковский и его «Хроника»). — М.: Наука, 1966. — 310 с.
- Рогов А. И. Сведения о небольших собраниях славяно-русских рукописей в СССР. — М.: Академия наук СССР, 1962. — 300 с.
- Rogov A. I., Bláhová E., Konzal V. Staroslověnske legendy českeho původu. Nejstarši kapitoly z dĕjin česko-ruskych kulturních vztahů. — Praha: Vyšehrad, 1976. — 399 s.

### Статьи в журналах
- Рогов А. И. Белградская икона с изображением Дмитрия Солунского и царя Мамая // Советское славяноведение. — 1968. — № 5. — С. 58—61.
- Рогов А. И. Люблинские фрески 1418 г. // Советское славяноведение. — 1968. — № 2. — С. 88—90.
- Рогов А. И. Народные массы и религиозные движения второй половины XVII в. // Вопросы истории. — 1973. — № 4. — С. 32—43.
- Рогов А. И. Новые данные о составе учеников Славяно-греко-латинской академии // История СССР. — 1959. — № 3. — С. 140—147.
- Рогов А. И. Памятник победы под Плевной // Советское славяноведение. — 1968. — № 1. — С. 95—96.
- Рогов А. И. Польские описания Москвы XVII века // Советское славяноведение. — 1972. — № 2. — С. 84—91.
- Рогов А. И. Связи Руси с балканскими странами в области изобразительного искусства в XVI—XVII веках // Советское славяноведение. — 1976. — № 3. — С. 57—65.
- Рогов А. И. Станислав Щепановский на королевском суде // Советское славяноведение. — 1969. — № 2. — С. 97.
- Рогов А. И. Труды M. Н. Тихомирова по славяноведению // Советское славяноведение. — 1969. — № 2. — С. 79—83.
- Рогов А. И. Чаша Ивана Грозного в сербском монастыре // Советское славяноведение. — 1968. — № 3. — С. 80.
- Рогов А. И. Юрий Крижанич и русский раскол // Советское славяноведение. — 1986. — № 6. — С. 55—62.
- Rogow A. Andrzej Rublow a bitwa na Kulikowym polu // Slavia orientalis. — 1966. — R. XV, № 4. — S. 407—417.
- Rogow A. Maciej Stryjkowski i historiografia ukraińska XVII wieku // Slavia orientalis. — 1965. — R. XIV, № 3. — S. 311—329.

### Доклады на съездах и конгрессах
- Рогов А. И. Киевский митрополит Петр Могила как антиуниатский полемист // Славяне и их соседи. Вып. 3: Католицизм и православие в средние века. К XVIII Международному конгрессу византинистов. — М.: Институт славяноведения и балканистики АН СССР, 1991. — С. 109—118.
- Рогов А. И. Проблема русско-византийских фресок в Польше в свете культурных связей восточных славян с балканскими странами / Доклады на 3-м Международном съезде по изучению стран Юго-Восточной Европы. — М., 1974. — 15 с.
- Рогов А. И. Чешское наследие в культуре древней Руси // История, культура и этнография славянских народов. VI международный съезд славистов (Прага, 1968). Доклады советской делегации. — М.: Наука, 1968. — С. 114—129.

### Статьи в книгах и сборниках
- Александр Невский и борьба русского народа с немецкой феодальной агрессией в древнерусской письменности и искусстве // «Дранг нах Остен» и историческое развитие стран Центральной, Восточной и Юго-Восточной Европы. — М.: Наука, 1967. — С. 32—58.
- Архитектура, живопись и музыка славянских народов до конца XII столетия // Очерки истории культуры славян. — М.: Индрик, 1996. — С. 378—386.
- Архитектура, живопись и музыка славян в XIII в. // Очерки истории культуры славян. — М.: Индрик, 1996. — С. 455—461.
- Древнерусские переводы «Хроники» Стрыйковского // Археографический ежегодник за 1962 г. — М.: Академия наук СССР, 1963. — С. 206—214.
- Известие Стрыйковского о русском владении у Нарвы // Международные отношения в Центральной и Восточной Европе и их историография. — М.: Наука, 1966. — С. 110—112.
- Известия по истории России в «Хронике всего света» Мартина Бельского // Новое о прошлом нашей страны. — М.: Наука, 1967. — С. 123—133.
- Культурные связи России с Балканскими странами в первой половине XVII в. // Связи России с народами Балканского полуострова (первая половина XVII в.). — М.: Наука, 1990. — С. 114—137.
- О понятии «Русь» и «Русская земля» (по памятникам письменности XI — начала XII в.) // Формирование раннефеодальных славянских народностей. — М.: Наука, 1981. — С. 151—156.
- Русские рукописи Государственного музея Татарской АССР в Казани // Археографический ежегодник за 1959 год. — М.: Академия наук СССР, 1960. — С. 311—317.
- Русско-болгарские культурные связи в конце XII—XIII в. // Язык и письменность среднеболгарского периода. — М.: Наука, 1982. — С. 20—26.
- Русь и Польша в их культурном общении в XIV — начале XV в. // Польша и Русь. Черты общности и своеобразия в историческом развитии Руси и Польши XII—XIV вв. — М.: Наука, 1974. — С. 276—288.
- Рогов А. И., Флоря Б. Н. Формирование самосознания древнерусской народности (по памятникам древнерусской письменности X—XII вв.) // Развитие этнического самосознания славянских народов в эпоху раннего средневековья. — М.: Наука, 1982. — С. 96—120.
- 'О некоторых материалах Государственного архива Тульской области // Археографический ежегодник за 1958 год. — М.: Академия наук СССР, 1960. — С. 306—309.
- Основные проблемы изучения культурных взаимосвязей России с Дунайскими княжествами в XV—XVII вв. // Вопросы социальной, политической и культурной истории Юго-Восточной Европы (Балканские исследования. Вып. 9). — М.: Наука, 1984. — С. 292—303.
- Рогов А. И., Покровский Н. Н. Собрание рукописей академика М. Н. Тихомирова, переданное Сибирскому отделению АН СССР (г. Новосибирск) // Археографический ежегодник за 1965 г. — М.: Академия наук СССР, 1966. — С. 162—172.
- Стрыйковский и русская историография первой половины XVIII в. // Источники и историография славянского средневековья. Сборник статей и материалов. — М.: Наука, 1967. — С. 145—157.
- Школа и просвещение; Музыка // Очерки русской культуры XVII в. Ч. 2. М., 1979.

### Тезисы
- Рогов А. И. Античные мотивы в средневековой культуре южных и восточных славян // Балканы в контексте Средиземноморья. Проблемы реконструкции языка и культуры. Тезисы и предварительные материалы к симпозиуму. — М.: Институт славяноведения и балканистики АН СССР, 1986. — С. 114—116.
- Рогов А. И. Изображения первых славянских князей в памятниках древней письменности и искусства и отражение в них византийских и западноевропейских культурных традиций // Славяне и их соседи. Место взаимных влияний в процессе общественного и культурного развития эпохи феодализма (Сборник тезисов). — М.: Институт славяноведения и балканистики АН СССР, 1988. — С. 37—38.
- Рогов А. И. Исторические аспекты православной живописи на литургические и гимнографические темы // История и культура. Тезисы. — М.: Институт славяноведения и балканистики АН СССР, 1991. — С. 50—52.
- Рогов А. И. Итальянские зодчие эпохи Возрождения и архитектура Московской Руси // Италия и славянский мир. Советско-итальянский симпозиум in honorem Professore Ettore Lo Gatto. Сборник тезисов. — М.: Институт славяноведения и балканистики АН СССР, 1990. — С. 22—24.
- Рогов А. И. Культурные связи Киевской Руси со славянскими странами в период её христианизации // Введение христианства у народов Центральной и Восточной Европы. Крещение Руси: Сборник тезисов. — М.: Наука, 1987. — С. 34—36.

### Публикации переводов
- Записки янычара: Написаны Константином Михайловичем из Островицы / Введ., пер. и коммент. А. И. Рогова, отв. ред. В. Д. Королюк. — М.: Наука, 1978. — 136 с.
- Сказания о начале Чешского государства в древнерусской письменности / Предисл., коммент. и пер. А. И. Рогова, отв. ред. В. Д. Королюк. — М.: Наука, 1970. — 127 с.